# Sevilimedu
Sevilimedu è una suddivisione dell'India, classificata come town panchayat, di 15.918 abitanti, situata nel distretto di Kanchipuram, nello stato federato del Tamil Nadu. In base al numero di abitanti la città rientra nella classe IV (da 10.000 a 19.999 persone).

## Geografia fisica
La città è situata a 12° 49' 09 N e 79° 41' 00 E.

## Società

### Evoluzione demografica
Al censimento del 2001 la popolazione di Sevilimedu assommava a 15.918 persone, delle quali 8.006 maschi e 7.912 femmine. I bambini di età inferiore o uguale ai sei anni assommavano a 1.608, dei quali 821 maschi e 787 femmine. Infine, coloro che erano in grado di saper almeno leggere e scrivere erano 11.562, dei quali 6.250 maschi e 5.312 femmine.